# Дуранго (Біская)
Дуранго (баск. Durango, ісп. Durango) — місто і муніципалітет в Іспанії, у складі автономної спільноти Країна Басків, у провінції Біская. Населення — 28 229 осіб (2009).
Місто розташоване на відстані близько 320 км на північ від Мадрида, 25 км на південний схід від Більбао.
У Дуранго народився Хуан де Сумаррага, іспанський місіонер, монах ордену францисканців, перший єпископ Мексики.

## Демографія
Динаміка населення (INE ):

## Галерея зображень

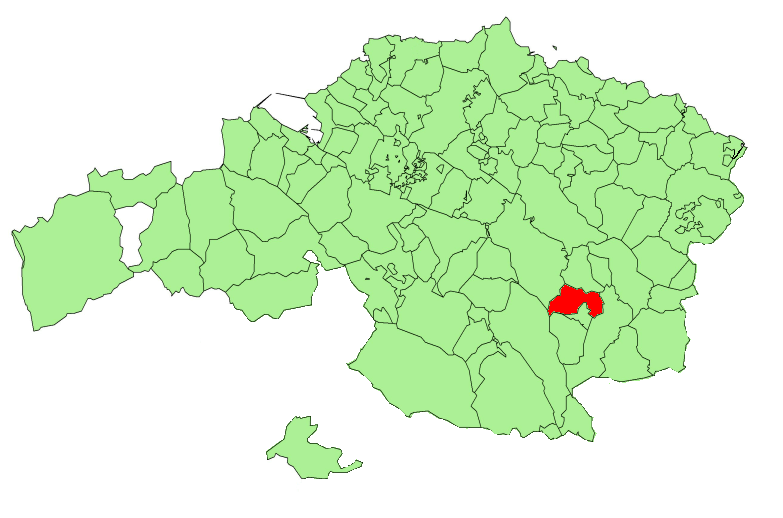
Розташування муніципалітету
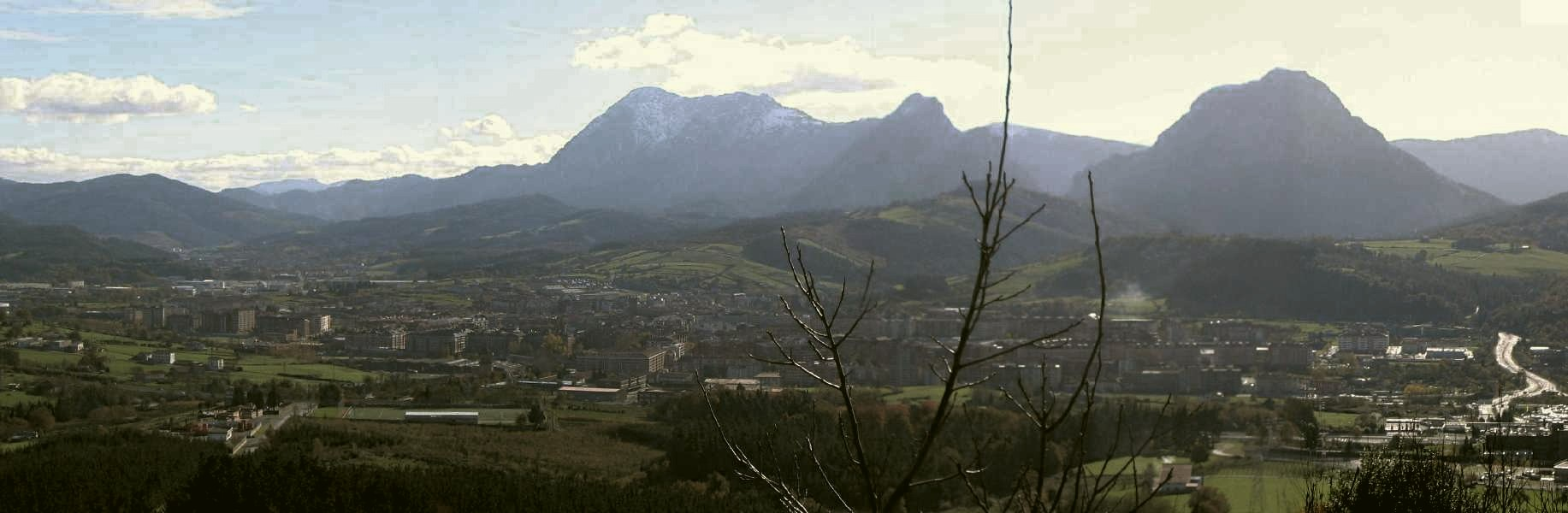
Панорама Дуранго
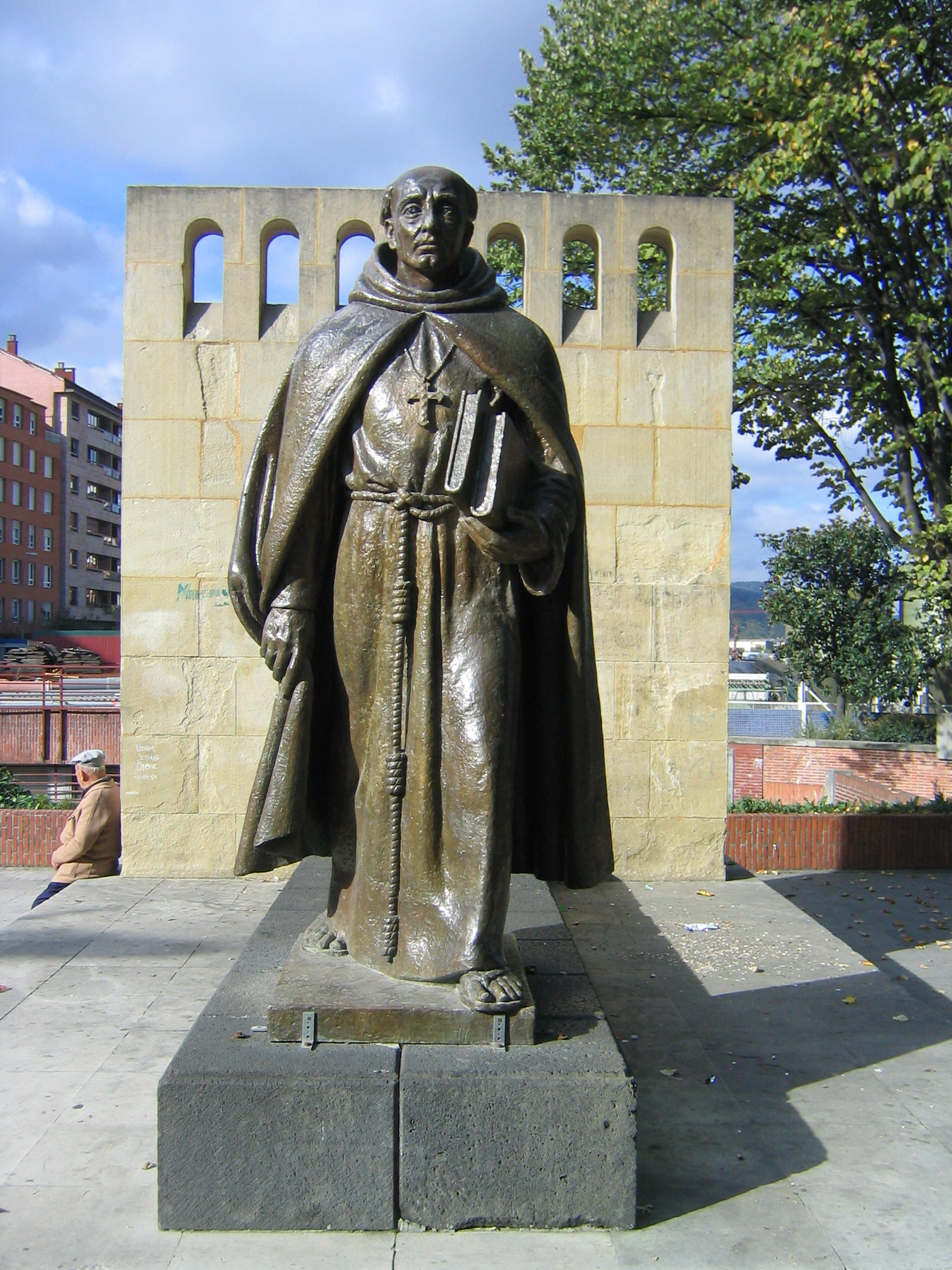
Пам'ятник Хуану де Сумаррага
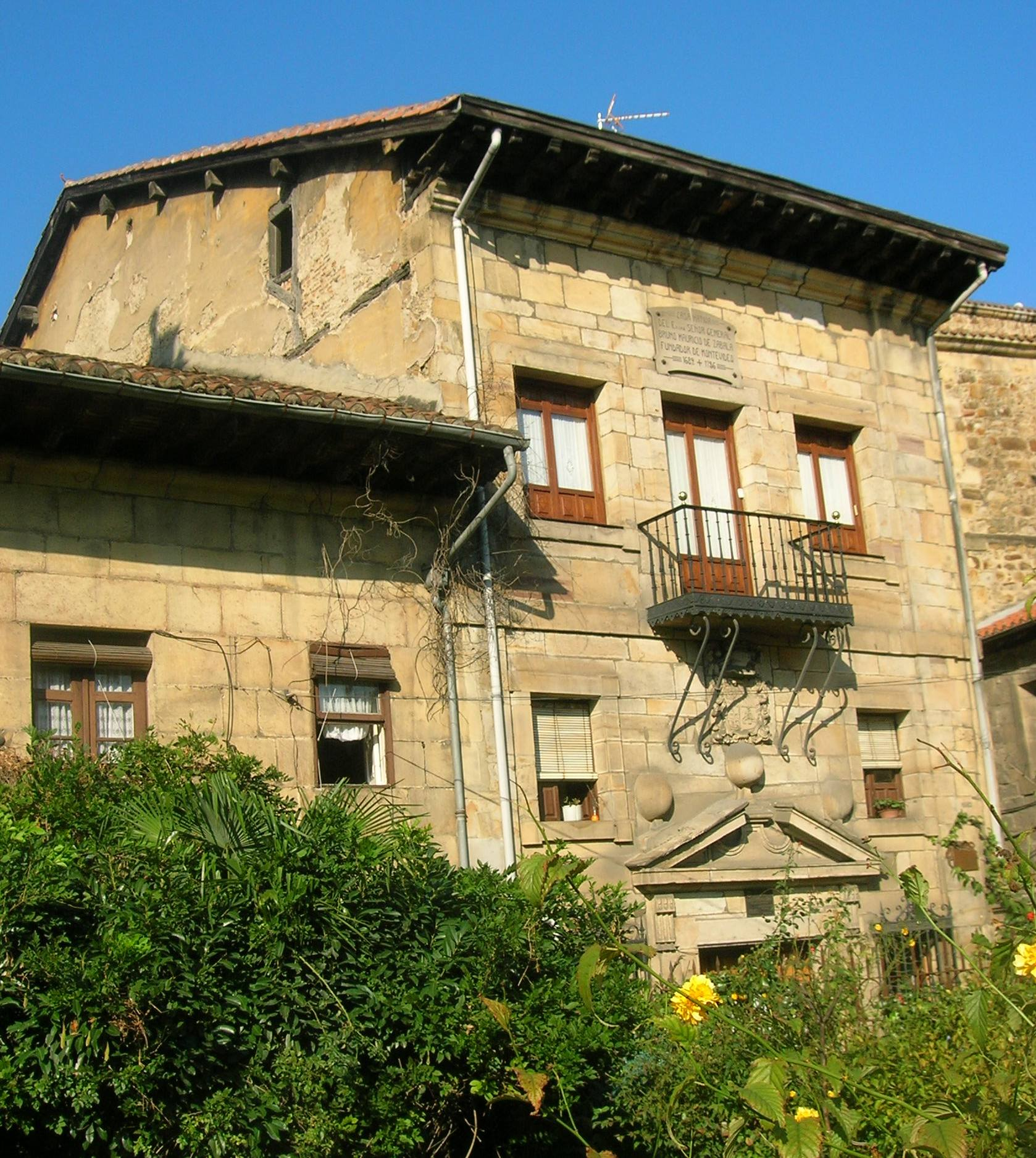
Палац Сабала
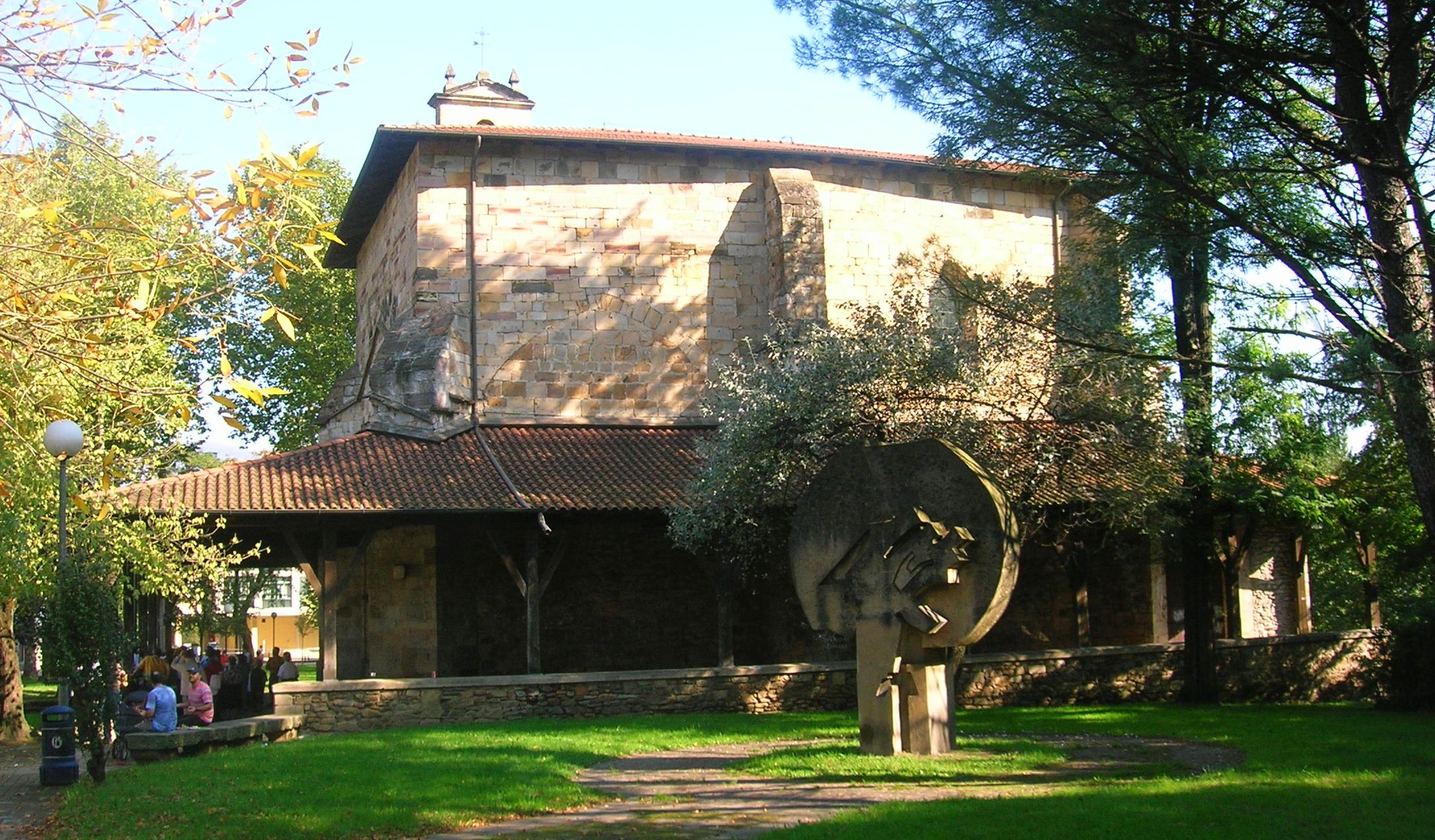
Церква Сан-Педро-де-Табіра